# Deutsche Schule Istanbul
Die Deutsche Schule Istanbul (türkisch Özel Alman Lisesi, kurz DSI), im Türkischen auch Istanbul Alman Lisesi oder kurz Alman Lisesi genannt, ist eine Privatschule, die sich in Istanbul im Stadtteil Beyoğlu befindet. Sie ist eine Deutsche Auslandsschule, die von der Zentralstelle für das Auslandsschulwesen unterstützt wird. Die Schule untersteht dem Bildungsministerium der Türkischen Republik.
Sie wurde 1868 mit dem Namen Deutsche und Schweizer Bürgerschule gegründet und sollte damals der deutschsprachigen Bevölkerung dienen. Im Jahre 1871 wurde in der Nähe des Galata-Turms ein Gebäude errichtet, das ausschließlich der Nutzung der Schule zur Verfügung stand. Dieses Gebäude wurde allerdings beim Erdbeben von Istanbul 1894 beschädigt, aus diesem Grunde zog die Schule drei Jahre später in das heutige Gebäude. In der darauf folgenden Zeit wurden in der Schule nicht nur deutschsprachige, sondern auch türkische Schüler aufgenommen. Im Jahre 1918, mit Ende des Ersten Weltkriegs, wurde die Schule geschlossen und das Gebäude wurde von den Besatzern als Armeekaserne benutzt. Nach der Verkündung der Republik im Jahre 1924 wurde die Schule wiedereröffnet und ein Jahr später zog sie erneut in ihr eigentliches Schulgebäude ein. 1945 wurde die Schule nochmals geschlossen, das Gebäude diente dann als Beyoğlu Mädchen-Gymnasium. Im Jahre 1953 wurde das Gebäude wieder der Deutschen Schule übergeben und befindet sich seitdem in deren Nutzung.
Die Absolventen dieser Schule werden am Ende ihrer Schulzeit einer Reifeprüfung unterzogen; die erfolgreichen Schüler erhalten dann ihr Abiturzeugnis und können mit diesem in Deutschland, Österreich und der Schweiz an Hochschulen studieren. Die Deutsche Schule Istanbul ist mit dem İstanbul Lisesi zusammen eine von zwei Schulen in der Türkei, an der das Abitur abgelegt werden kann.

## Geschichte
Die Schule, die im Jahre 1850 zu Diensten der deutschsprachigen Bevölkerung in Istanbul gegründet wurde, hat trotz des gescheiterten Versuchs im Jahre 1863, die Schule mit der Deutschen Evangelischen Gemeindeschule zusammenzuführen, ihr Dasein fortgeführt und im Jahre 1868 ihren Status erhalten. Am 1. Mai 1868 wurde die deutsche Schule mit dem damaligen Namen "Deutsche und Schweizer Bürgerschule", im Rahmen des Gleichstellungsprinzips von der Deutschen Schulinitiative, zu Diensten der deutschsprachigen Bevölkerung im Stadtteil Pera (Beyoğlu), in der Kumdibistraße eröffnet. Ihren Schulalltag hat sie bereits am 11. Mai des gleichen Jahres aufgenommen. Im Gründungsjahr arbeiteten an der Schule lediglich zwei Lehrer, die 24 Schüler unterrichteten, der Unterricht fand in angemieteten Räumlichkeiten statt. Der Schule war auch eine Handelsschule eingegliedert, die Bürgerschule genannt wurde; an ihr wurde Ökonomie unterrichtet. Der erste Direktor der Schule, die eine von Konfessionen unabhängige, freie Bildung und das Gleichstellungsprinzip verinnerlicht hatte, war Adolf Engelkind. Nachdem in der Folgezeit auch die Schweizer in die Schule eingetreten waren, wurde im Jahre 1871 im Stadtteil Beyoğlu, in der Nähe des Galata-Turms, das Schulgebäude errichtet, das sich im Besitz der Schule befand. Am 28. August 1872 zog die Schule dann in ihr eigenes Gebäude. Nachdem am 1. Dezember 1872 auch die evangelischen Bürger in die Schule eingetreten sind, wurde die Deutsche Evangelische Gemeindeschule geschlossen.
Am 31. Mai 1882 wurde im gleichen Gebäude ein Kindergarten eröffnet. Beim Erdbeben am 10. Juli 1894 wurde das Gebäude schwer beschädigt, aus diesem Grunde musste die Schule auf ein neues Gelände umziehen. Während anfangs nur deutschsprachige Schüler aufgenommen wurden, eröffnete der Direktor Felix Theodor Mühlmann im Jahre 1879 Vorbereitungskurse, die darauf abzielten auch nicht deutschsprachige Schüler auf den Unterricht an dieser Schule vorzubereiten. Die Errichtung des ersten Baus der Schule, welcher heute immer noch genutzt wird, begann im Juni 1896 mit der Unterstützung des Architekten Otto Knapp und dem damaligen Leiter der Ottomanische Bank Gustav Wülfing. Nachdem der Bau abgeschlossen war, wurde am 14. September 1897 das Gebäude mit 15 Klassenzimmern und einem Konferenzsaal bezogen. Während des Besuchs des deutschen Kaisers Wilhelm II. im Jahre 1898, ermächtigte er die Schule dazu, das gymnasiale Diplom auszustellen. Die Schule wurde somit zur ersten Schule außerhalb von Deutschland, die dieses Diplom ausstellen durfte. In der Anfangszeit der Schule waren die deutschsprachigen Schüler in der Mehrheit, doch im Jahre 1899 betrug die Anzahl der türkischen Schüler bereits 30 % und im Jahre 1914 bereits 63,5 %. Im Jahre 1903 wurde der zweite Bau der Schule, ein fünfstöckiges Gebäude, errichtet. 1911 wurde das Schulprogramm erweitert und mit den osmanischen Schulen gleichgestellt. Mit der Lizenz, die ihr am 27. Dezember 1911 ausgestellt wurde, durfte die Schule den Absolventen der letzten Klasse ein Diplom ausstellen, das auch im osmanischen Reich anerkannt war. Zwischen den Jahren 1893 und 1903 betrug die Anzahl der Schüler noch lediglich 600, im Jahre 1916 waren es bereits 1.000. Nach Ende des Ersten Weltkriegs im Jahre 1918 wurde die Schule geschlossen und das Schulgebäude diente den Besatzungsmächten der französischen Armee als Unterkunft. In dieser Zeit wurde das gesamte Inventar der Schule zerstört.
Nach der Verkündung der Republik haben die Besatzungsmächte sich zurückgezogen. Die Deutsche Schule wurde im November 1924 in der Polonya Straße (heutiger Name Nuru Ziya Sokak), in einem angemieteten Gebäude wieder eröffnet. Im neuen Gebäude wurde auch ein Kindergarten eröffnet, der jedoch am 30. November 1924 wieder geschlossen wurde. Nur ein paar Monate später, am 1. Januar 1925, wurde der Kindergarten, unter der Auflage nur deutsche Kinder aufzunehmen, noch einmal eröffnet. Am 1. September 1925 wurde das Hauptgebäude der Schule zurückgegeben. Während nach dem Zweiten Weltkrieg das Gebäude am 1. Juli 1953 der Deutschen Schule zurückgegeben wurde, begann der Unterricht erst am 1. September 1953. Im Rahmen der Renovierungsarbeiten im Jahre 1959 wurden auch die Sporthalle und die Musikklasse erbaut.
Während im Jahre 1974 eine Sporthalle für die ausschließliche Nutzung der weiblichen Schülerschaft errichtet wurde, wurde im nächsten Jahr eine Renovierung und Erweiterung der Sporthalle für die männliche Schülerschaft durchgeführt. Im Jahre 1976 wurde für die türkischen Schüler und Absolventen der Schule die Reifeprüfung eingeführt. Die Schüler, die diese Prüfung erfolgreich bestanden, bekamen ein Abitur-Diplom, mit dem sie sich in deutschsprachigen Ländern an Hochschulen zum Studium bewerben konnten. Im Jahre 1979 haben die Volkstanzgruppen der Schule zum ersten Mal eine Schulfahrt nach Deutschland unternommen, im nächsten Jahr konnten erstmals auch die türkischen Schüler der Schule an der Schulfahrt nach Deutschland teilnehmen. Im Schuljahr 1985–1986 begann das Schüleraustausch-Programm zwischen beiden Ländern. Im Schuljahr 1989–1990 wurde für die Schüler ein Informatiklabor eröffnet.
Die im Jahre 2015 eingetretene neue Schulführung hat nach Beschwerden gegen die vorherigen Schulleiter und einige ehemalige Angestellte der Schule, insgesamt gegen 20 Personen bei der Staatsanwaltschaft Istanbul Anzeige wegen Veruntreuung und Betrug im Jahre 2013 eingereicht. Nach der Prüfung der Klage wurde das Verfahren eröffnet. Die Taten kamen durch den Rücktritt der ehemaligen und beschuldigten Vorstandsmitglieder von ihren Posten und dem Einsatz der neuen Schulleitung zu Tage. Gemäß der Erklärung des Bundesaußenministeriums handelte es sich um Veruntreuung in einer Größenordnung zwischen 1.922.047 € und 2.155.246 €.

## Organisationsschema und Bildungsziel

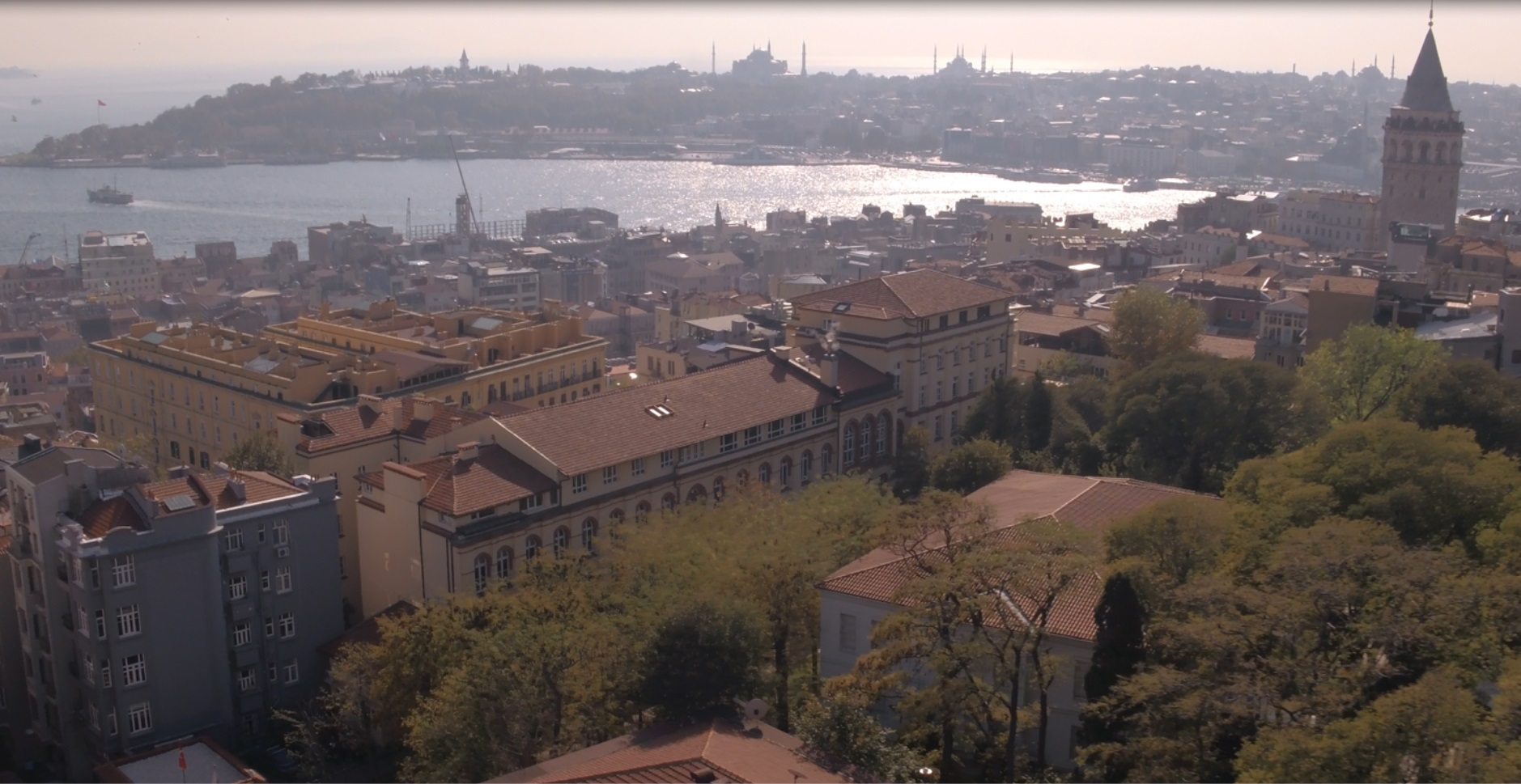
Luftaufnahme der Schule

Die Schule ist sowohl an das Bundesministerium für Bildung und Forschung sowie dem Nationalen Erziehungsministerium der Türkischen Republik angeschlossen. Die Deutsche Schule Istanbul wird von einem Vereinsvorstand geführt und die Schulleiter arbeiten im Zusammenhang mit diesem Vorstand.
Die Schüler absolvieren ein Vorbereitungsjahr und somit eine fünfjährige Schulausbildung. Während an der Schule Deutsch, Englisch und Türkisch unterrichtet wird, steht Französisch auch zur Wahl.
Alle Absolventen der Schule erhalten neben dem Oberstufendiplom, das Deutsche Sprachdiplom. Wenn die Absolventen außerdem an der Hochschul-Reifeprüfung teilnehmen und diese erfolgreich bestehen, erhalten sie zudem das Abitur-Diplom. Die Deutsche Schule Istanbul ist mit dem Istanbul Lisesi zusammen eine von zwei Schulen in der Türkei, die dieses Diplom anbietet. Mindestens ein Schüler, der die Abiturprüfung erfolgreich besteht, bekommt vom Deutschen Akademischen Austauschdienst ein Stipendium für ein Studium in Deutschland. Außerdem vergibt der Vorstand seit 2001 den erfolgreichen Abiturienten ein Hochschulstipendium.
Im Schuljahr 2016–2017 befinden sich 640 Schüler, 51 deutsche, sowie 36 türkische Lehrer und somit insgesamt 87 Lehrer an der Schule.

## Ausstattung
Die Schule besitzt eine Schulbücherei, die mit Büchern, Wörterbüchern, Magazinen, Atlanten, Audio-Büchern, DVDs, Comics, Bildromanen und vielen anderen Materialien ausgestattet ist. Außerdem befinden sich in der Schule neben dem Informatiklabor jeweils zwei Physik-, Chemie- und Biologielabore. Des Weiteren verfügt die Schule über zwei Musikklassen, ein Atelier für bildnerische Gestaltung, eine Turnhalle für verschiedene kulturelle Aktivitäten und Sport, sowie Sportplätze im Freien, und einen Konferenzsaal für soziale und kulturelle Veranstaltungen.

## Außerschulische Aktivitäten
Das erste Schuljahrbuch wurde im Jahre 1961 veröffentlicht. Zwischen den Jahren 1978 und 1981 wurde die Veranstaltung Tanztee durchgeführt. Im Schuljahr 1985–1986 wurde das Schultheater gegründet. Im Jahre 1981 fand der erste Wurst-Tag statt, im Jahre 1982 wurde das jährliche Schulfest eingeführt. Im Jahre 1983 fand zum ersten Mal der jährliche Atatürk-Marathon im Belgrader Wald statt.
Die Schüler nehmen jedes Jahr an einem Musikwettbewerb (Liseslerarası Müzik Yarışması) teil. Im Jahre 2006 gewann die Schule die Preise für das beste Orchester und für die beste Bühnenperformance. Im Jahre 2012 hingegen wurde der Schule der Preis für das beste Orchester und der Pressepreis verliehen. 2017 gewann die Schule den zweiten Preis für die beste Sängerin. Die Schule hat an zahlreichen Konferenzen teilgenommen. So u. a. an der Model United Nations Konferenz, welche vom Modell-Vereinte Nationen Club durchgeführt wird, an der Türkischen Internationalen Modell Vereinte Nationen Konferenz, die vom Üsküdar Amerikan Lisesi veranstaltet wird, an der MUNESCO Konferenz der Bilkent-Universität Vorbereitungsschule sowie an der europäischen MUNESCO Konferenz.
Ab dem Schuljahr 2016–2017 werden in der Schule folgende Clubs angeboten:
- Filmanalyse
- Fotografie
- Kunst & Design
- Chor (Türkisch und Deutsch)
- Orchester-Studio (Türkisch)
- Renaissance Club (Türkisch)
- Theater-Club (Türkisch)
- Literaturzirkel
- Basketball Club (männliche Schüler)
- Volks- und Lateinamerikanische Tänze
- Moderner Tanz
- Handball (männliche Schüler)
- Schach
- Volleyball (weibliche Schülerinnen)
- Yoga
- Latein
- European Youth Club
- Erste-Hilfe und Naturkatastrophen
- Elektronik
- Philosophie
- Naturwissenschaften und Technik Club
- Reise-AG
- Berufsberatung
- Modell Vereinte Nationen Club (MUN)
- Presseclub
- Psychologie AG
- Robotik AG
- Internationaler Jugendpreis
- Soziale Dienstleistungen (nur für die 11. Klassen)

## Verbände der Absolventen
Die Absolventen der Schule haben den Verein der Ehemaligen Schüler der Deutschen Schule Istanbul gegründet, der Verein existiert seit dem Jahre 1976. Der Verein veranstaltet jedes Jahr den Wurst-Tag sowie das Neujahrsessen und das Back-to-School Event.
Im Jahre 1996 wurde von den Absolventen die Stiftung Alman Liseliler Kültür ve Eğitim Vakfı (Kultur und Bildungsstiftung der Schüler der Deutschen Schule, ALKEV) gegründet. Diese Stiftung hat im Jahre 2000 im Stadtteil Büyükçekmece die Schüler ab dem Kindergarten bis zur Mittelstufe unterrichtet, mit der Änderung im Jahre 2013 wurde die ALKEV Privatschule, die bis zur Oberstufe unterrichtet gegründet.

## Direktoren
- 1868–1874: Adolf Engelkind
- 1874–1879: Julius Adolf Goedel
- 1879–1887: Felix Theodor Mühlmann
- 1893–1907: Hans Schwatlo (1860–1916)
- 1907–1914: Otto Soehring (1872–1945)
- 1915–1918: Paul Tominski
- 1918–1924 Richard Preusser
- 1928–1944 Ludwig Scheuermann
- 1953–1956: Karl Steuerwald (1905–1989)
- 1956–1960: Robert-Hermann Tenbrock (1908–1995)
- 1960–1961: Herbert Rothfritz (1907–1992)
- 1961–1974: Heinz Anstock (1990–1980)
- 1974–1987: Helmut Kahmann (1922–2000)
- 1987–1993: Franz Lippold
- 1993–2000: Roland Stürzenhofecker
- 2000–2006: Peter Born
- 2006–2014: Richard R. Reinhold
- 2014–2020: Axel Björn Brott
- 2020–2024: Hans Brügmann
- seit 2024: Georg Leber

## Ehemalige Lehrer
- Paul Lange (1857–1919), Musiklehrer (1890er Jahre)[39]
- Friedrich Schrader (1865–1922), tätig von 1895 bis 1890[40]
- Reşad Ekrem Koçu (1905–1975), Geschichtslehrer
- Bekir Sıtkı Erdoğan, Literaturlehrer[41]
- Friedrich Giese (1870–1944), Lehrer 1899–1905[42]
- Rakım Çalapala[43]
- Zeki Cemal Bakiçelebioğlu[44]
- Richard Bott (1902–1974), Biologielehrer 1940–1944
- Horst Müller (1929–2020), Deutschlehrer

## Alumni
- Nazan Aksoy[45]
- Selçuk Alagöz[46]
- Ahmet Arpad[47]
- Turgut Atakol[48]
- Sevil Atasoy[49]
- Oktar Babuna[50]
- Sevim Burak[51]
- Zeynep Buyraç (* 1982), Schauspielerin[52]
- Şahnaz Çakıralp[53]
- Mehmet Ferden Çarıkçı (Abschluss 1987)[54]
- Turgay Demirel[55]
- Johannes Duncker (* 1983), Filmemacher und Festivalleiter
- Yazgülü Zeybek (* 1986), Politikerin
- Bülent Eczacıbaşı (* 1949), Chemieingenieur und Manager (Abschluss 1968)[56]
- Faruk Eczacıbaşı (* 1953)[57]
- Safiye Erol (1902–1964), Schriftstellerin und Übersetzerin[58]
- Deniz Gökçe (* 1942)
- Beatrice Heuser (* 1961), Historikerin und Politikwissenschaftlerin (Abschluss 1978)[59]
- Hayri İnönü (Abschluss 1972)[60]
- Kerem Kabadayı (* 1977) (Abschluss 1996), Schriftsteller und Musiker[61]
- Kenan Kalav (* 1961), Schauspieler[62]
- Akif Çağatay Kılıç (* 1976), Politiker[63]
- Melih Kibar (1951–2005), Komponist[64]
- Erkin Koray (1941–2023), Musiker[64][65]
- Haluk Kurosman (* 1975), Musikproduzent[66]
- Atıl Kutoğlu (* 1968), Modedesigner (Abschluss 1986)[67]
- Richard von Kühlmann (1873–1948), Diplomat und Industrieller
- Hans Lange (1884–1960), Violinist und Dirigent
- Beral Madra (* 1942), Kunstkritikerin und Kuratorin (Abschluss 1961)[68]
- Jeffi Medina (* 1950), Unternehmer[69]
- Michael Meinecke (1941–1995), Kunsthistoriker und Archäologe (Abschluss 1959)[70]
- Fatma Ceren Necipoğlu (1973–2009), Harfenistin[71]
- Münib Engin Noyan (* 1953), Musiker[72]
- Yavuz Nutku (1943–2010), Physiker[73]
- Alev Oraloğlu (* 1954), Schauspielerin[64]
- Lale Oraloğlu (* 1924), Schauspielerin[74]
- Mustafa Santur (1905–1981), Physiker[75]
- Ayşe Sarısayın (Abschluss 1976)[76]
- Osman F. Seden[64]
- Zeyyat Selimoğlu (1922–2000), Schriftsteller, Poet und Übersetzer (Abschluss 1944)[77]
- Serhat (* 1964), Sänger, Produzent und TV-Moderator (Abschluss 1983)[78]
- Faruk Şen (1948–2025), Hochschullehrer[79]
- Burhan Şenatalar[80]
- Umut Tabak[81]
- Meral Tamer (* 1946), Journalistin[64]
- Harun Tekin (Abschluss 1996), (* 1977), Sänger[61]
- Ali Teoman (Abschluss 1981)[82]
- Sinan Tara (* 1958), Unternehmer[64]
- Cem Uzan (* 1960), Medienunternehmer und Politiker[83]
- Ahmet Emin Yalman (1888–1972), Journalist, Autor, Soziologe, Statistiker (Abschluss 1907)[84]
- Tezcan Yaramancı (* 1942)[64]
- Tansu Yeğen[85]
- Zeynep Yüksel (* 1948), Künstlerin[86]
- Mihal Zallari (1894–1976), albanischer Politiker[87]
- Dilek Zaptçıoğlu (* 1960), Journalistin und Schriftstellerin[88]
- Cüneyd Zapsu (* 1956), Unternehmer (Abschluss 1974)[89]